# Robert Smodej
Robert Smodej, slovenski politik, * 22. maj 1979, Celje
Mati - Milena Pančur - rojena 9. 1. 1960 
Osnovno šolo je obiskoval v Šempetru v Savinjski dolini, srednjo pa v Celju na Srednji šoli za gostinstvo in turizem Celje - smer kuhar. 
Pripravništvo je opravil v Gostišču Štorman Šempeter, pri znanemu gostincu Antonu Zvonetu Štormanu.
Leta 2002 se je ob delu vpisal na srednjo turistično šolo, ki jo je opravljal na CDI Univerzum Ljubljana.
V osnovni šoli je obiskoval tudi nižjo glasbeno šolo Rista Savina Žalec, se učil igranja klavirske harmonike pri Andreji Turnšek, teorijo pa ga je učil Gorazd Kozmus. Glasbeno šolo je obiskoval 3 leta.
Od svojega dvajsetega leta je delal na slovenski obali kot pizzopek in kuhar v lokalih kot so: Gušt Izola, Zlato sidro Lucija, San Nicolo Ankaran, kjer pa je spoznal svojega kuharskega vzornika, gospoda Jožeta Ostermana, ki je bil kuhar na ladji nekdanjega jugoslovanskega predsednika Tita. 
Leta 1997 je Smodej zbolel za Crohnovo boleznijo, kar mu je precej spremenilo življenje in način razmišljanja.
Takrat je začel spoznavati vpliv prehrane na svoje počutje, kar si je tudi zapisoval in sestavljal kuharske recepte.
2004 je prejel klic prijatelja Petra Lovšina, ker je njegova žena Darja Lovšin pripravljala preko založbe Tales svojo kuharsko knjigo - Kuharski vodič za diabetike in ostalo sorodstvo, kjer je Smodej sodeloval pri pripravi jedi za knjigo, pri fotografiranju in opremljanju knjige ter pri izboljšavi okusov. Knjiga je postala za slovenske razmere uspešnica, saj je bila prodana v 5500 izvodih.
Leta 2000 je sodeloval pri ustanovitvi politične stranke NSI - Nova Slovenija, na pobudo Lili Cukjati in se aktivno pridružil podmladku le-te stranke MSI - Mlada Slovenija, kjer je bil član sveta stranke, prav tako pa je bil član območnega odbora NSi - Savinjsko-Šaleška regija.
2002 je sodeloval na prvih lokalnih volitvah v občinske svete, vendar se mu je za nekaj glasov sedež izmuznil.
Ker NSi ni bila ideološko njegova stranka, je 2002 kmalu po volitvah na povabilo predsednika Občinskega odbora Stranke Mladih Slovenije - Danijela Novaka prišel v Stranko mladih Slovenije, ki se je kasneje preimenovala Stranka mladih - Zeleni Evrope.
Leta 2006 sodeluje na lokalnih volitvah, kjer je bil prvič izvoljen za občinskega svetnika Občine Žalec.
V občinskem svetu je sodeloval v naslednjih odborih (2006-2010);
-Odbor za okolje in prostor ter komunalne zadeve,
-Komisija za imenovanja, priznanja in mandatna vprašanja (KVIAZ),
-Komisija za pritožbe Občine Žalec.
2007 pa je Smodej ustanovil tudi samostojno delovno telo Občine Žalec za področje mladih - Odbor za mladino Občine Žalec.
Le-ta odbor je bil tudi orodje za pogajanja z občinsko upravo, za zagotavljanje sredstev za delovanje Mladinskega sveta Občine Žalec, kateri je imel 13 članic organizacij, katere so delovale v Občini Žalec na področju dela z mladimi.
2006 je imel MSOŽ 4.000 eur sredstev, 2007 je imel 8.000 eur, 2008 32.000 eur in 2009 - 72.000 eur, ki s se porazdelila med vse članice MSOŽ (mladinska društva in klubi, politični podmladki, ...).
2010 je bil Smodej ponovno izvoljen v občinski svet v Žalcu, vendar zaradi menjave vodstva in zanj negativne klime dela v občinskem svetu ne sodeluje v nobenem odboru in komisijah, vendar s kritičnim očesom na sejah občinskega sveta redno razpravlja o aktualnih temah, predvsem na področju ekologije, mladih družin, mladine in turizma. 
Leta 2008 Robert Smodej ustanovi v okviru Društva 5R mini mladinski center Šempeter, kjer je program namenjen otrokom iz socialno šibkejšega okolja in otroke z "ulice", za kar pridobi v najem prostore od Župnijskega urada Šempeter, ki so bili idealni za takšno dejavnost. Nekaj sredstev je dobil iz MSOŽ, nekaj pa z lastno pobudo in zelo malo od sponzorjev, saj je bila "na vidiku" recesija.
2012 ta center zaradi visoke najemnine zapre, del dejavnosti pa preseli na novo lokacijo v neposredni bližini, kjer dobi v najem brezplačne prostore s strani Tomaža B. Brleca, ki je v Smodeju spoznal zanesenjaka in željo delati dobro z mladimi, čeprav v novih prostorih ne nadaljujejo dela z otroki.
V novih prostorih nastane tudi Smodejeva glasbena skupina Ruski Standard, klasični rock band, kjer pod Robertovim vodstvom in avtorskim prispevkom ustvarja svojo glasbo in igrajo tudi nekaj priredb znanih tujih avtorjev (Kid Rock, Ugly Kid Joe, Volbeat, Dog Eat Dog, Limb Bizkit, Van Morison,...).
Nekaj pesmi skupine Ruski Standard - Naj zgodi se, 79, Questions left in air, P.E.T.R.A.,...
Funkcije:
Predsednik nadzornega odbora Odbojkarskega kluba Šempeter: 2004 - 2013
Član sveta JZ Žalske lekarne: 2009-2013
Predsednik Društva aktivne mladine 5R: 2007 - 2013
Predsednik nadzornega odbora Mladinskega sveta Občine Žalec: 2008 - 2013
Član Sveta za preventivo in vzgojo v cestnem prometu: 2006 - 2010
Občinski svetnik Občine Žalec: 2006 - 2014  
Član Odbora za okolje in prostor Občine Žalec: 2007 - 2010
Član Komisije za volitve in imenovanja ter mandatna vprašanja Občine Žalec: 2006 - 2010
Predsednik Odbora za mladino Občine Žalec: 2007 - 2010
Član Odbora za socialne zadeve Občine Žalec: 2009 - 2010
Podpredsednik Komisije za pritožbe Občine Žalec; 2006 - 2010